# مجلس الضمان الصحي
مجلس الضمان الصحي منظمة حكومية سعودية، وشريكًا مؤسس في التحالف الأوربي للصحة المتصلة، ذات شخصية اعتبارية مستقلة، أنشئت من قرار مجلس الوزراء رقم (71) وتاريخ 27-4-1420هـ الموافق 11-08-1999م، التي تنص على إنشاء مجلس الضمان الصحي للإشراف على تطبيق نظام الضمان الصحي حيث يهدف إلى توفير الرعاية الصحية وتنظيمها لجميع العاملين بالقطاع الخاص وأسرهم يرأس مجلس الإدارة وزير الصحة وعضوية بعض الوزارات الحكومية بالدولة، ممثل على مستوى وكيل وزارة عن وزارة الداخلية، وزارة الصحة، وزارة العمل، وزارة المالية، وزارة التجارة، ترشحهم جهاتهم.

## التسمية
تأسست عام 1999م باسم مجلس الضمان الصحي التعاوني (بالإنجليزية: Council Of Cooperative Health Insurance)، وكان يشار إليها إختصاراً (CCHI)  ثم بقرار من مجلس الإدارة تم اخر تغيير رسمي في 12/9/2021م إلى مجلس الضمان الصحي (بالإنجليزية: Council Of Health Insurance) وأصبح يشار إليها إختصاراً (CHI).

## عن المجلس
1       رؤية المجلس:
أن تكون جهة رائدة عالمياً في الوقاية وتعزيز جودة وكفاءة الخدمات الصحي لمستفيدي الضمان الصحي.
2       الرسالة:
تعزيز صحة المستفيدين من خلال بيئة تنظيمية تركز على الوقاية وتمكن أصحاب العلاقة، وتحقق الشفافية والعدالة والجودة والكفاءة.
3       الأهداف الاستراتيجية للمجلس:
- تمكين الفئات المستهدفة من الحصول على التغطية والحماية الكاملتين.
- تمكين شركات التأمين ومقدمي الخدمات من رفع مستوى خدماتهم للمسفيدين بوجود تنظيمات وسياسات متطورة.
- تحسين الاستدامة والابتكار في القطاع.
- العمل كجهة تنظيمية رائدة ولديها القدرة على المرونة والتعلم.
- تحفيز التحول الرقمي في القطاع.

4       القيم الأساسية:
-         الإحترافية
-         الإتقان
-         الإبداع والإبتكار
-         التعاون

## أعضاء المجلس[5]
-         معالي المهندس/ فهد بن عبد الرحمن الجلاجل. (رئيس مجلس الضمان الصحي ووزير الصحة)
-         معالي الدكتور/ عبد الله بن مشرف الغامدي.(عضو إدارة مجلس الضمان الصحي ورئيس إستراتيجية مركز المعلومات الوطني)
-         معالي الدكتور/ عبد الله بن ناصر أبو ثنين. (عضو إدارة مجلس الضمان الصحي ووكيل وزارة العمل والتنمية الإجتماعية)
-         الدكتور/ أحمد بن محمد العامري. (عضو مجلس إدارة الضمان الصحي ومديرعام القطاعات الصحية الحكومية)
-         الأستاذ/ عبد الله بن أحمد التويجري. (عضو مجلس إدارة الضمان الصحي)
-         الدكتور/عبد الرحمن بن عبد الله البشر. (عضو مجلس إدارة الضمان الصحي ومستشار وزارة التجارة)
-         الدكتور/ خالد بن مكيمن العنزي. (عضو مجلس إدارة الضمان الصحي)
-         الدكتور/ خالد بن علي فودة. (عضو مجلس إدارة الضمان الصحي)
-         الأستاذ/ عبد العزيز بن حسن البوق. (عضو مجلس إدارة الضمان الصحي نائب رئيس تنفيذي في شركات التأمين التعاوني)
-         الأستاذ/ خالد بن سليمان السليم. (عضو مجلس إدارة الضمان الصحي)

## أدوار المجلس
تتمركز ادوار المجلس على ثلاثة مهام رئيسية وتندرج تحت كل مهمة رئيسية عدد من المهام
الأولى:
الإشراف عـلى تطبيق النظام وتشمل الرقابة على شمولية التغطية التأمينية الصحية، وتأهيل شركات التأمين لممارسة أعمال التأمين الصحي، واعتماد مقدمي الخدمات الصحية، وإصدار اللائحة المالية لإيرادات المجلس ومصروفاته، وحل الخلافات الخاصة بتسوية مبالغ المطالبات بين مقدمي الخدمة وشركات التأمين، ووضع معايير الخدمة الطبية اللازمة لقيام شركات التأمين الصحي بسرعة الرد على مقدمي الخدمة بتحمل تكاليف العلاج، ومنح الاستثناءات لشركات التأمين الصحي للتعاقد مع أطباء غير السعوديين لغرض مراقبة مدى التزام مقدمي الخدمة باشتراطات العلاج في حدود فعالية التكلفة، ودراسة الشكاوى التي تنشأ بين أطراف العلاقة التأمينية وإحالتها إلى لجنة مخالفات النظام، وتحصيل قيمة الجزاءات المالية الخاصة بمخالفة أحكام نظام الضمان الصحي، وتحديد المخصصات الفنية المتعارف عليها بالتنسيق مع الجهات الرقابية الأخرى وإلزام شركات التأمين بها، والإشراف على صندوق الضمان الصحي التعاوني القائم على تحويل جزء من فائض عمليات التأمين والمحتسب على ضوء نتائج عمليات شركة التأمين، ومراجعة أقساط التأمين والتصريح بالموافقة لشركات التأمين على القسط إذا اختلفت قيمة القسط عما تقدمت به الشركة في خطة العمل، وإيضاح وتفسير اللائحة التنفيذية، ونشر المعلومات العامة حول أنشطة شركات التأمين المؤهلة، ونشر الجداول والبيانات الإحصائية المتعلقة بالتأمين الصحي في المملكة سنوياً.
الثانية:
الإشراف والرقابة على شركات التأمين، وتشمل سحب تأهيل ممارسة أعمال التأمين الصحي في حالات معينة، وحماية مصالح المستفيدين بما تراه الأمانة العامة ضرورياً مثل تعديل خطة العمل لأي شركة تأمين صحي، والحصول من الجهة الرقابية الأخرى على المعلومات والبيانات والتي تتعلق بمسائل عمل التأمين الصحي مثل طلب النماذج التي تستخدمها شركة التأمين الصحي في مراسلاتها مع أطراف العلاقة التأمينية، والمراجعة والتدقيق على جميع شركات التأمين الصحي في نطاق اختصاصات المجلس والطلب من الجهات الرقابية الأخرى القيام بذلك، والتحفظ على أي من المسؤولين التنفيذيين في أي من شركات التأمين الصحي، واتخاذ الإجراءات اللازمة بعد الاطلاع على أي خلل ما يرفع من الجهة الرقابية الأخرى المسؤولة عن التأكد من ملاءة الشركة وكفاية رأس مالها وسلامة أصولها ومخصصاتها الفنية وقدرتها على الوفاء بالتزامها نحو المستفيدين والمحافظة على سرية المعلومات الخاصة بشركات التأمين ولا تستخدم إلا في الأغراض الرسمية المحددة في اللائحة.
الثالثة:
الإشراف والرقابة على مقدمي الخدمات، وتشمل تحديد المقابل المالي لاعتماد مقدمي الخدمة الصحية، وتحديد المقابل المالي لإعفاء الجهات التي تمتلك مرافق طبية من التغطية التأمينية أو جزء منها، واقتراح عقد خدمات استرشادي بين مقدمي الخدمة وشركات التأمين، وتحديد الاشتراطات الواجب توفرها في المرفق الصحي للمحافظة على جودة الخدمات الصحية المقدمة وذلك بالتعاون مع المؤسسات الصحية الحكومية ذات القدرة، ومراقبة توفر معايير متطلبات الجودة والتزام مقدم الخدمة بالتعاقد (عن طريق الأمانة) مع مكتب استشاري خاص لتقييم مدى التزامه بمتطلبات الجودة النوعية، وتقييم عقود الخدمات الصحية والمبرمة بين شركات التأمين ومقدمي الخدمات ومراقبة التزام العقود بالمحافظة على ضوابط الجودة النوعية، وإلغاء اعتماد مقدمي الخدمة في حالات معينة.

## وثيقة الضمان الصحي[7]
تغطي وثيقة الضمان الصحي الخدمات الصحية الأساسية الآتية:
1. الكشف الطبي، والعلاج في العيادات، والأدوية.
2. الإجراءات الوقائية مثل: التطعيمات، ورعاية الأمومة، والطفولة.
3. الفحوصات المخبرية والشعاعية التي تتطلبها الحالة.
4. الإقامة والعلاج في المستشفيات بما في ذلك الولادة والعمليات.
5. معالجة أمراض الأسنان واللثة، ما عدا التقويم والأطقم الصناعية.[8]

## الوثيقة الموحدة لصاحب العمل[9]
هي وثيقة التأمين الصحي الوحيدة التي يقوم بإبرامها صاحب العمل، تشمل كافة العاملين لديه وأفراد أسرهم المشمولين بنظام الضمان الصحي، وقد تم تطبيق مشروع الوثيقة الموحدة لصاحب العمل في السعودية على أربعة مراحل بحسب أعداد العاملين لدى صاحب العمل وتكون مدة كل مرحلة ثلاثة أشهر (ربع سنوية)، كما تم إلزام شركات التأمين الصحي بأن تقدم حد أدنى من المراكز الطبية للمؤمن لهم ضمن شبكة من مقدمي الخدمة الصحية بحيث يسهل وصول المستفيد لمراكز تقديم الخدمة الصحية، مع إيجاد حلول بالتنسيق مع شركات التأمين لتمكين المؤمن لهم من الحصول على العلاج دون الحاجة لبطاقة التأمين الصحي والاكتفاء بهوية المؤمن له.

## الأمانة العامة لمجلس الضمان الصحي
هي الجهاز التنفيذي للمجلس وتتمثل مهامها في إعداد وتنفيذ السياسات والإجراءات التنفيذية والإشراف المباشر على التأمين الصحي بما في ذلك المتابعة الفنية والطبية وبشكل مستمر لكافة المعنيين بالنظام والعمل على تطوير حفظ حقوق المؤمن لهم.
وتقوم الأمانة العامة بجهود كبيرة ومتعددة في صناعة التأمين الصحي التعاوني بما ينصب في تحقق أهداف النظام مع الشركاء الأساسيين في العلاقة التأمينية من مقدم الخدمات الصحية المعتمدين وشركات التأمين المؤهلة والمؤمن لهم ومنها:
اعتماد مقدمي الخدمة الصحية: مقدمي الرعاية الصحية هم أحد أطراف العلاقة التأمينية الثلاثة والمنوط بها تقديم خدمات الرعاية الصحية للمؤمن لهم المتعاقدين مع شركات التأمين المؤهلة من المجلس ويصنف مقدمي خدمات الرعاية الصحية إلى مستشفيات / مراكز جراحة اليوم الواحد / مجمع العيادات / المستوصفات / عيادة طبيب الواحد/ مركز تشخيص/ مركز علاج طبيعي/ مختبر تحاليل/ صيدليات/ محلات الأجهزة والأطراف الصناعية/ محلات النظارات الطبية.
وتقوم الأمانة العامة للمجلس باعتماد المنشآت الصحية في القطاعين العام والخاص الراغبين في العمل تحت مظلة الضمان الصحي التعاوني بعد التأكد من استيفائها متطلبات الاعتماد وان لديها الكوادر البشرية المؤهلة والإمكانات الإدارية والفنية المناسبة للتعامل بمهنية مع شركات التأمين المؤهلة.. ولذا فإن طبيعة هذه العلاقة تحتم بأن يكون مقدم الخدمة أو المرفق الصحي مستوفيا لعدد من المعايير المطلوبة ليتسنى له أداء دوره كما يجب في هذه العلاقة التأمينية.
تجديد اعتماد المرافق الصحية: تأتي خطوة تجديد اعتماد المرافق الصحية كخطوة رقابية ذات دور تنظيمي، وتعتبر من الأدوات الأساسية للمحافظة على مستويات الجودة في المرافق الصحية بما يضمن قيامها بالدور الموكل لها على أكمل وجه ويتم تجديد اعتماد مقدمي الرعاية الصحية سنويا أو كل سنتين أو ثلاث سنوات لبعض فئاتهم وذلك بعد استيفائهم لمتطلبات تجديد الاعتماد التي تعتبر امتداد للاعتماد السابق.
تأهيل شركات التأمين الصحي: لدخول سوق التأمين الصحي يتطلب على شركات التأمين الحصول على تصريح مؤسسة النقد العربي السعودي ومن ثم يتم تأهيلها لممارسة أعمال الضمان الصحي التعاوني من قبل مجلس الضمان الصحي التعاوني وبالتالي قيام شركات التأمين الصحي بإدارة المنافع المغطاة ضمن وثيقة الضمان الصحي التعاوني وتقوم الأمانة العامة للمجلس بإعداد خطط العمل اللازمة لتأهيل ومتابعة أعمال هذه الشركات حسب مراحل التطبيق وبتفعيل التنسيق مع الجهات المعنية وتشكيل لجان وفرق عمل تخدم أغراض التطبيق وأهم التزامات شركات التأمين الصحي الآتي:
-         القيام بمهامها تجاه عملائها بتوفير التغطية التأمينية المناسبة لهم فهي مسئولة بشكل مباشر أمام حامل الوثيقة (صاحب العمل) منذ بداية سريان وثيقة التأمين الموقعة مع العميل.
-          رفع الأسماء للمؤمن لهم على نظام الشبكة الوطنية للضمان الصحي التعاوني خلال 48 ساعة.
-         إصدار بطاقات التأمين للمؤمن لهم خلال (5) أيام عمل على الأكثر من تاريخ سريان الوثيقة وتسليمها للعميل على أن تبقى شركة التأمين مسؤولة عن أي مطالبات قد تنشأ منذ بداية إصدار الوثيقة.
-         على شركة التأمين سرعة إعطاء الموافقات لتقديم العلاج للمستفيدين إلى مقدمي الخدمة خلال (60) دقيقة.
-          سرعة تسوية مطالبات مقدمي الخدمة خلال (60) يوماً ليستطيع مقدم الخدمة تقديم الخدمات العلاجية المناسبة وبصورة فعالة لعملاء شركة التأمين.
-          التزاماتها بالقيام بتوفير خدمات رعاية صحية للمؤمن عليهم بإبرام عقود خدمات صحية مع مقدمي خدمة معتمدين من المجلس.
-         تزويد المستفيدين عند بدء التغطية التأمينية بكتيبات توضيحية تتضمن الوثيقة ونطاق التغطية التأمينية وحدودها وشبكة مقدمي الخدمات المعتمدة.
-         إبلاغ شبكة مقدمي الخدمات المعتمدة بانضمام حامل الوثيقة إلى التغطية التأمينية بحيث تتناسب مع احتياجات المستفيدين ومواقع عملهم، بشكل لا يضطرون معه للحصول على الخدمة من مقدم خدمة خارج الشبكة.
-          التزامها بإنشاء وحدة لقبول ومعالجة الشكاوى الواردة من المستفيدين. 10.التزامها بالحد الأدنى لمنافع وثيقة الضمان الصحي التعاوني الموحدة.

## منظومة التأمين الصحي[10]
هو نظام صحي في المملكة العربية السعودية يشرف على تنفيذة كل من مجلس الضمان الصحي والمجلس الصحي السعودي والبنك المركزي السعودي لتوفير الرعاية الصحية لابتكار أفضل الحلول التأمينية التي تخدم الوطن والمواطن وحتى الآن غطت
السعوديين في وثائق التأمين مؤشرات التأمين الصحي:
-         1,494,554 من المشتركين الصحي (موظفين)
-         2,140,584 من المشتركين السعوديين في وثائق التأمين الصحي (تابعين)
-         5,026,690 من المشتركين غير السعوديين في وثائق التأمين الصحي (موظفين)
-         1,353,992 من المشتركين غير السعوديين في وثائق التأمين الصحي (تابعين)
-         10,015,820 من المشتركين في وثائق التأمين الصحي
-         24 من شركات التأمين المؤهلة
-         5 من شركات إدارة المطالبات المؤهلة
-         5821 من مقدمي خدمات الرعاية الصحية المعتمدين